# أويير أولازابال

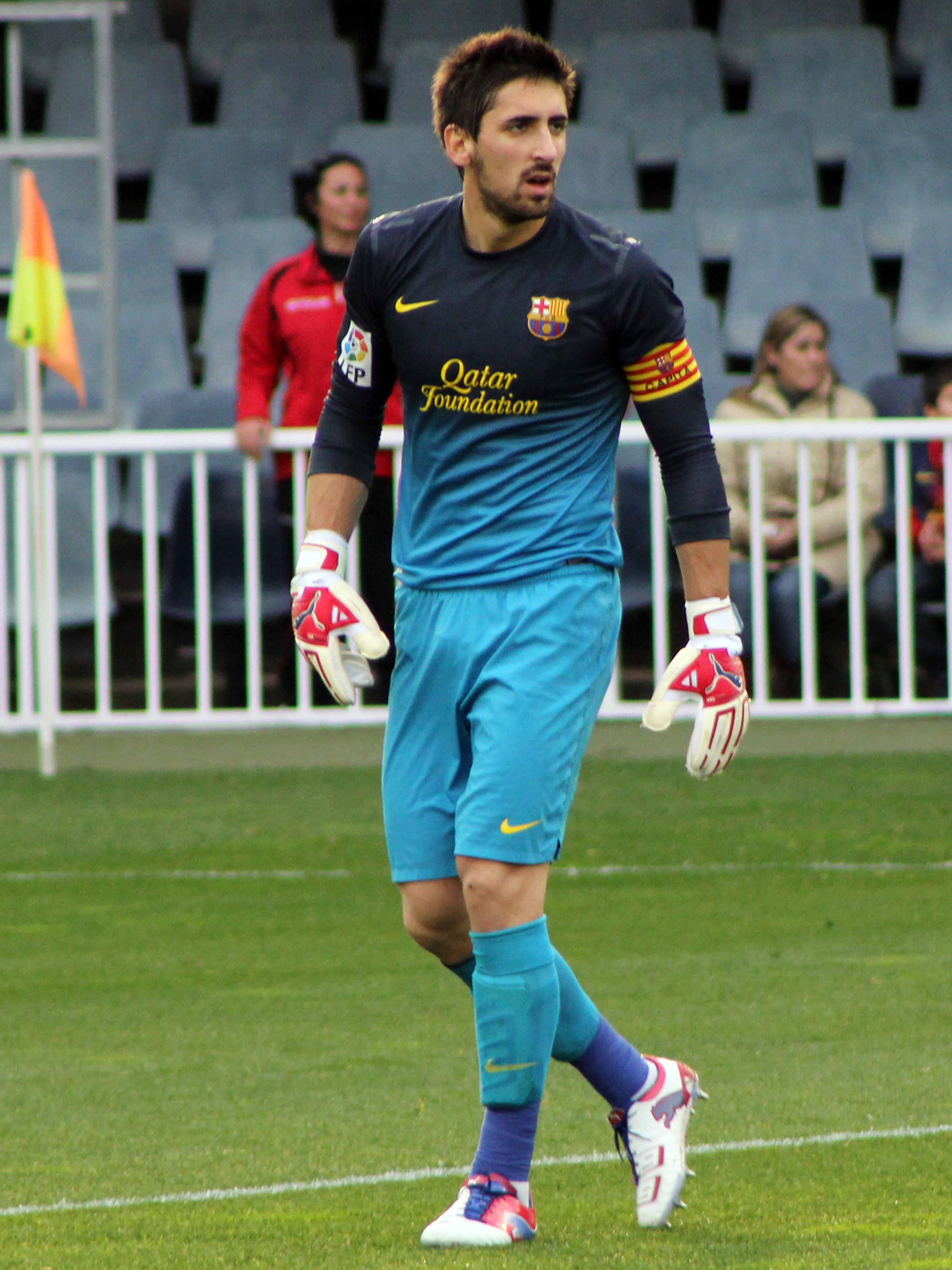

أويير أولازابال باريديس (بالإسبانية: Oier Olazábal Paredes)‏ وهو لاعب كرة قدم إسباني باسكي في مركز حراسة المرمى ولد في يوم 14 سبتمبر 1989 في مدينة إرون، لعب سابقا مع نادي ريال يونيون ولعب مع منتخب إسبانيا تحت 21 سنة، يلعب الآن في نادي ريال سوسيداد.

## روابط خارجية
- أويير أولازابال على موقع الاتحاد الدولي (مؤرشف)  (الإنجليزية)
- أويير أولازابال على موقع الاتحاد الأوربي (الإنجليزية)
- أويير أولازابال على موقع قاعدة بيانات كرة القدم.إي يو (الإنجليزية)
- أويير أولازابال على موقع Soccerway.com (الإنجليزية)
- أويير أولازابال على موقع عالم كرة القدم.نت (الإنجليزية)
- أويير أولازابال على موقع AS.com (الإسبانية)